# Бейтсбург-Лісвілл (Південна Кароліна)
Бейтсбург-Лісвілл (англ. Batesburg-Leesville) — місто (англ. town) в США, в округах Лексінгтон і Салуда штату Південна Кароліна. Населення — 5270 осіб (2020).

## Географія
Бейтсбург-Лісвілл розташований за координатами 33°54′48″ пн. ш. 81°31′41″ зх. д. / 33.91333° пн. ш. 81.52806° зх. д. (33.913298, -81.528063).  За даними Бюро перепису населення США в 2010 році місто мало площу 20,43 км², з яких 20,16 км² — суходіл та 0,27 км² — водойми.

## Демографія
Згідно з переписом 2010 року, у місті мешкали 5362 особи в 2172 домогосподарствах у складі 1460 родин. Густота населення становила 262 особи/км².  Було 2510 помешкань (123/км²).
Расовий склад населення:
| - 49,5 % — білих - 46,6 % — чорних або афроамериканців - 0,7 % — азіатів - 0,1 % — корінних американців - 1,8 % — осіб інших рас |

До двох чи більше рас належало 1,2 %. Частка іспаномовних становила 3,6 % від усіх жителів.
За віковим діапазоном населення розподілялося таким чином: 24,7 % — особи молодші 18 років, 58,7 % — особи у віці 18—64 років, 16,6 % — особи у віці 65 років та старші. Медіана віку мешканця становила 39,8 року. На 100 осіб жіночої статі у місті припадало 85,1 чоловіків;  на 100 жінок у віці від 18 років та старших — 80,8 чоловіків також старших 18 років.
Середній дохід на одне домашнє господарство  становив 41 251 долар США (медіана — 28 750), а середній дохід на одну сім'ю — 49 247 доларів (медіана — 32 165). Медіана доходів становила 39 861 долар для чоловіків та 26 815 доларів для жінок. За межею бідності перебувало 32,5 % осіб, у тому числі 53,5 % дітей у віці до 18 років та 18,0 % осіб у віці 65 років та старших.
Цивільне працевлаштоване населення становило 1866 осіб. Основні галузі зайнятості: освіта, охорона здоров'я та соціальна допомога — 28,8 %, виробництво — 14,9 %, роздрібна торгівля — 10,5 %, мистецтво, розваги та відпочинок — 10,5 %.